# (73295) 2002 JM67
(73295) 2002 JM67 – planetoida z pasa głównego asteroid okrążająca Słońce w ciągu 5,66 lat w średniej odległości 3,17 j.a. Odkryta 8 maja 2002 roku.